# 하이 스쿨 뮤지컬: 졸업반
《하이 스쿨 뮤지컬: 졸업반》(High School Musical 3: Senior Year)은 월트 디즈니 컴패니에서 제작된 영화로 하이 스쿨 뮤지컬과 하이 스쿨 뮤지컬 2에 이어 나온 영화이다.

## 줄거리
학교의 마지막이 시작되고 EAST HIGH 고등학교의 학생들은 커다란 변화가 그들을 향해 오고 있다는 것을 깨닫는다. 학생들은 경험과 희망, 미래에 대한 두려움을 나타내는 봄 뮤지컬을 준비한다. 이 영화는 EAST HIGH에서의 졸업으로 막을 내린다.

## 등장 인물
- 트로이 볼턴

주인공. 졸업 시즌이 다가오자, 원래 자신이 생각했던 농구 계열로 진학할지, 새로이 뮤지컬 계열로 진학할지 고민하게 된다.
배우 - 잭 에프론
- 가브리엘라 몬테즈

배우 - 버네사 허진스
- 샤페이 에번스

배우 - 애슐리 티스데일
- 라이언 에번스

배우 - 루커스 그레이빌
- 채드 댄포스

배우 - 코빈 블루
- 테일러 매케시

배우 - 모니크 콜먼
- 켈시 닐슨

배우 - 올레샤 루린
- 티아라 골드

런던 예술 학교에서 전학 온 영국 소녀. 학교에 대해 알기 위해서 샤페이의 개인 조수 일을 시작한다.
배우 - 제마 매켄지브라운
- 지미 로켓 자라

배우 - 맷 프로콥

## OST
| 곡 제목                                     | 주요 가수 | 극중 장소                   | 비고 |
| ------------------------------------------- | --- | --------------------------- | ---- |
| New or Never                                | 트로이, 가브리엘라, 채드, 테일러, 제이슨, 마르타, 치어리더들 | 이스트 하이 스쿨 체육관     | -    |
| Right Here, Right Now                       | 트로이, 가브리엘라 | 트로이네 오두막             | -    |
| I Want It All                               | 샤페이, 라이언 | 이스트 하이 스쿨 식당       | -    |
| Can I Have This Dance?                      | 트로이, 가브리엘라 | 이스트 하이 스쿨 옥상 정원  | -    |
| A Night To Remember                         | 트로이, 가브리엘라, 샤페이, 라이언, 채드, 테일러, 켈시, 제이슨, 마르타, 지크 | 이스트 하이 스쿨 오디토리엄 | -    |
| Just Wanna Be With You                      | 트로이, 가브리엘라, 라이언, 켈시 | 이스트 하이 스쿨 오디토리엄 | -    |
| The Boys Are Back                           | 트로이, 채드 | 라일리의 고물 집적소        | -    |
| Walk Away                                   | 가브리엘라 | 가브리엘라네 집             | -    |
| Scream                                      | 트로이 | 이스트 하이 스쿨 전역       | -    |
| Senior Year Spring Musical                  | Last Chance:라이언, 켈시 New or Never:채드, 치어리더들 I Want it All:라이언, 댄서들 Just Wanna Be With You 1:샤페이, 지미 Just Wanna Be With You 2:트로이, 가브리엘라 A Night To Remember:티아라, 샤페이, 댄서들 | 이스트 하이 스쿨 오디토리엄 | -    |
| We're All In This Together (Graduation Mix) | 트로이, 가브리엘라, 채드, 테일러 | 이스트 하이 스쿨 오디토리엄 | -    |
| High School Musical                         | 트로이, 가브리엘라, 샤페이, 라이언, 채드, 테일러, 켈시, 제이슨, 마르타, 지크 | 이스트 하이 스쿨 축구장     | -    |